# Corunna, Michigan
Corunna [kəˈrʌnə] är administrativ huvudort i Shiawassee County i den amerikanska delstaten Michigan. Orten har fått sitt namn efter staden A Coruña i Spanien. Enligt 2010 års folkräkning hade Corunna 3 497 invånare.